# Natação artística no Campeonato Mundial de Esportes Aquáticos de 2024 - Rotina técnica dueto misto

A prova da rotina técnica dueto misto da natação artística no Campeonato Mundial de Esportes Aquáticos de 2024 foi realizada nos dias 3 e 4 de fevereiro de 2024 em Doha, no Catar.

## Cronograma
Todos os horários estão na hora local (UTC+3).
| Data           | Hora  | Evento       |
| -------------- | ----- | ------------ |
| 3 de fevereiro | 09:30 | Eliminatória |
| 4 de fevereiro | 20:00 | Final        |

## Formato da competição
A competição consiste em duas rodadas: preliminar e final. As 12 melhores duplas classificam-se a final.

## Medalhistas
| Ouro                                        | Prata                            | Bronze                                      |
| Cazaquistão · Nargiza Bolatova · Eduard Kim | China · Cheng Wentao · Shi Haoyu | México · Miranda Barrera · Diego Villalobos |

## Resultados
| Pos.              | Nadadoras                                | Nacionalidade | Eliminatória | Eliminatória | Final       | Final       |
| Pos.              | Nadadoras                                | Nacionalidade | Pontos       | Pos.         | Pontos      | Pos.        |
| ----------------- | ---------------------------------------- | ------------- | ------------ | ------------ | ----------- | ----------- |
| Medalha de ouro   | Nargiza Bolatova Eduard Kim              | Cazaquistão   | 233.3217     | 4            | 228.0050    | 1           |
| Medalha de prata  | Cheng Wentao Shi Haoyu                   | China         | 250.5150     | 1            | 223.3166    | 2           |
| Medalha de bronze | Miranda Barrera Diego Villalobos         | México        | 217.6450     | 5            | 217.5192    | 3           |
| 4                 | Dennis González Mireia Hernández         | Espanha       | 237.6200     | 3            | 214.4833    | 4           |
| 5                 | Nicolás Campos Theodora Garrido          | Chile         | 217.3200     | 6            | 214.2950    | 5           |
| 6                 | Giorgio Minisini Susanna Pedotti         | Itália        | 248.8633     | 2            | 204.3316    | 6           |
| 7                 | Sandra Freund David Martinez             | Suécia        | 199.0434     | 8            | 199.9283    | 7           |
| 8                 | Jennifer Cerquera Gustavo Sánchez        | Colômbia      | 214.9517     | 7            | 197.3592    | 8           |
| 9                 | Bernardo Santos Anna Giulia Veloso       | Brasil        | 196.6817     | 9            | 196.6433    | 9           |
| 10                | Jelena Kontić Ivan Martinović            | Sérvia        | 187.8333     | 10           | 186.0100    | 10          |
| 11                | Kantinan Adisaisiributr Voranan Toomchay | Tailândia     | 187.0349     | 11           | 183.6733    | 11          |
| 12                | Hristina Cherkezova Dimitar Isaev        | Bulgária      | 151.0600     | 12           | 155.3433    | 12          |
| 13                | Andy Ávila Carelys Valdés                | Cuba          | 146.6900     | 13           | Não avançou | Não avançou |